# Songhaireich

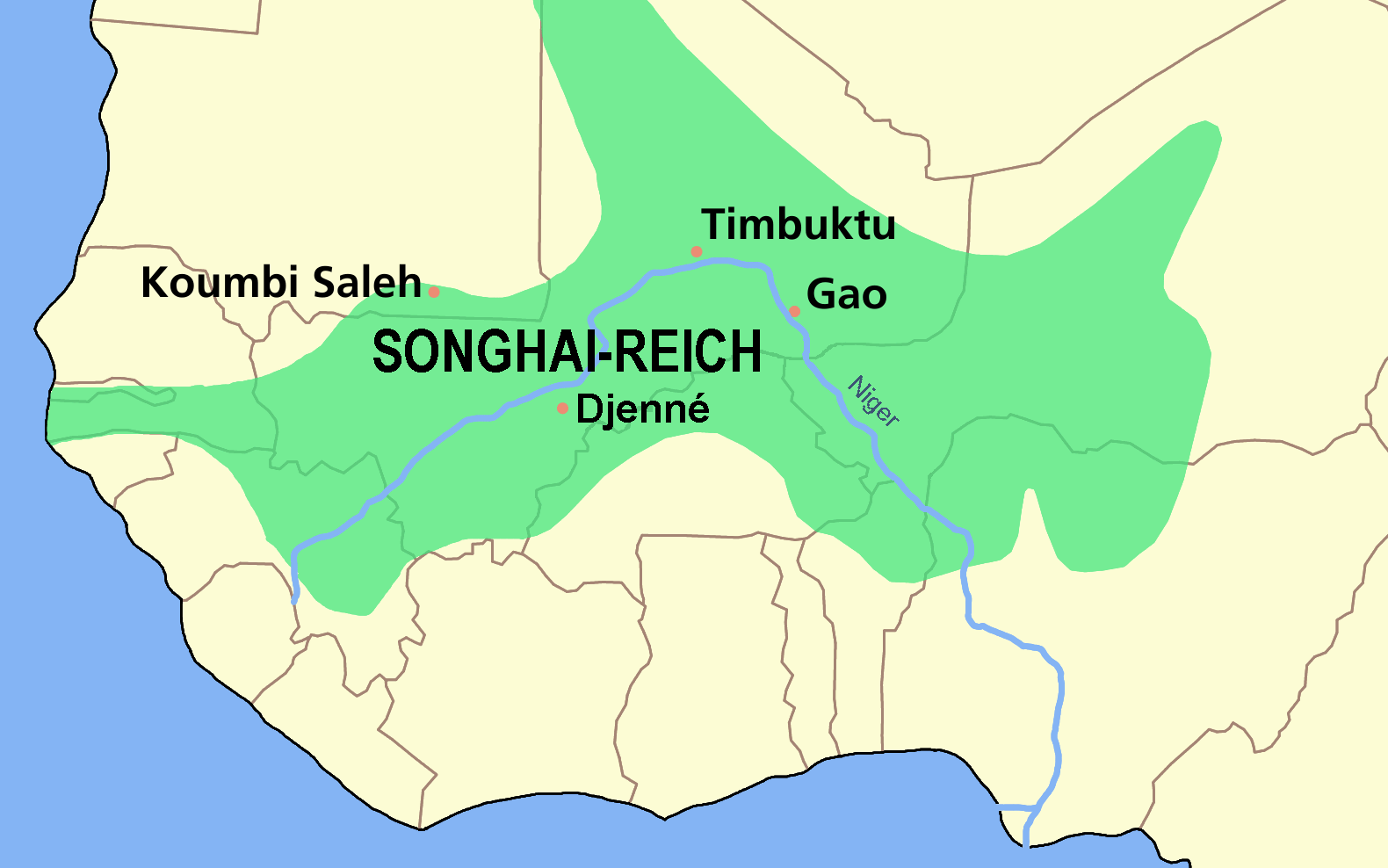
Songhai-Reich in seiner mutmaßlichen Ausdehnung

Das Songhai-Reich in Afrika

Das Songhaireich entstand in vorislamischer Zeit am östlichen Nigerbogen. Da die arabischen Geographen es nach der Hauptstadt Gao als Kawkaw bezeichneten, nimmt man häufig an, dass die Songhai erst später von Kukiya stromabwärts kommend das Gao-Reich eroberten. Diese Ansicht hat sich jedoch in Anbetracht der auf Gao konzentrierten Gründungserzählung des Tarikh-el-Fettach als irrtümlich erwiesen. Es ist dementsprechend anzunehmen, dass das im gleichen Gebiet existierende Gao-Reich bereits ein Songhaireich war.
Vom frühen 15. bis zum späten 16. Jahrhundert war das Songhaireich eines der größten afrikanischen Reiche der Geschichte. Die große Macht des Reiches, die auf der Lage des weit nach Norden vorgeschobenen Niger und den damit verbundenen günstigen transsaharischen Verbindungen beruhte, ging von der Stadt Gao aus. Im frühen 16. Jahrhundert dehnte sich das Songhaireich von dort im Osten bis zu den Hausastädten Kano und Katsina aus und im Westen bis an den Atlantischen Ozean. Der Name des Reiches stammt von seiner dominierenden ethnischen Gruppe, den Songhai.

## Frühe Machtentfaltung
Seit dem 9. Jahrhundert berichten arabische Geographen von dem großen Reich Kawkaw, das sie östlich des Ghanareiches lokalisieren. al-Yaʿqūbī beschreibt Kawkaw 873 n. Chr. als das größte und mächtigste Reich Westafrikas. Nach al-Muhallabi verfügte der König über einen Schatz, der hauptsächlich aus Salz bestand, und nach al-Bakrī herrschte dort ein König, der den Namen oder Titel Qanda trug.

## Handel und frühe Islamisierung
Um 840 erwähnt der choresmische Universalgelehrte al-Chwarizmi erstmals Gao. Wichtigster Grund für die Entstehung des Reiches von Gao war die günstige geographische Lage der Stadt am östlichen Nigerbogen weit im Norden der landwirtschaftlichen Nutzflächen des Sahel. Aus Nordafrika wurden Stoffe, Pferde, Waffen, Glas und Perlen, aus der Sahara auch Salz importiert. Exportiert wurden Sklaven und Gold. Die Erhebung von Zöllen besonders auf das wertvolle Salz der Sahara erfolgte zugunsten des Königs. Al-Muhallabi erwähnt ca. 985 n. Chr., dass der Herrscher von Gao zu dieser Zeit bereits ein Muslim war. Die lebhaften Handelsbeziehungen mit Tahert im Maghreb könnten zur frühen Einführung des ibaditischen Islam geführt haben.

## Ursprung der Za-Dynastie

### Traditionelle Geschichte: Übersiedlung der Za von Kukiya nach Gao
Nach den Angaben al-Sa'dis in der Chronik des Ta'rikh al-Sudan wurde die Za-Dynastie von einem Flüchtling aus dem Jemen in Kukiya ca. 150 km Niger-abwärts von Gao gegründet. Za-Kosoi, der 15. Herrscher dieser Dynastie, sei 1009/10 n. Chr. zum Islam übergetreten. In vielen Darstellungen der Geschichte Songhais wird diese Lesart der Geschichte weiterhin vertreten. Nach den Angaben der Chronik des Tarikh-el-Fettach ließ sich der Flüchtling aus dem Jemen direkt in Gao nieder und nicht in Kukiya. Im Einklang mit den Nachrichten der arabischen Geographen ist deshalb auf eine Staatsgründung am östlichen Nigerbogen zu schließen.

### Gründung der Zaghe-Dynastie ca. 1087
In der zweiten Hälfte des 11. Jahrhunderts gelangte eine neue Dynastie in Gao an die Macht. Sie hat die Marmorstelen von Gao-Saney hinterlassen, auf denen die Namen des Propheten und der ersten beiden Kalifen mit Sterbedaten vom Beginn des 12. Jahrhunderts verzeichnet sind: Muhammad ibn Abd Allah (st. 1100), Umar ibn al-Khattab (st. 1110) und Uthman ibn al-Quhafa (st. 1120). Dadurch wird deutlich, dass die Könige der Zaghe ihre Mission in der Verbreitung des Islam im subsaharischen Afrika sahen und sich in dieser Beziehung auf eine Stufe mit den Begründern des arabisch-islamischen Weltreiches stellten. Die Inschriften der Stelen liefern für den dritten König auch den lokalen Namen Yama ibn Kima, der in der Liste der Za-Könige der Chroniken von Timbuktu an 18. Stelle wiederzufinden ist. Er ist daher mit dem dritten Nachfolger des ersten muslimischen Königs der Za identisch. Aus dem Synchronismus wird ersichtlich, dass die Za, wie Jean Sauvaget schon geahnt hatte, tatsächlich mit den Zaghe-Königen der Stelen gleichzusetzen sind. Die Islamisierung der Dynastie fand dementsprechend nicht um 1009/10 statt, wie es der Ta'rikh al-Sudan angibt, sondern etwa 1087. Die Zaghe-Könige müssen in Verbindung zu den Almoraviden gestanden haben, denen der Auftrag zur Herstellung der Marmorstelen im spanischen Almería und die anschließende Herbeischaffung der Stelen am ehesten zuzutrauen ist. Zudem deutet der Auffund der Stelen in der Händlerstadt von Gao-Saney und nicht in der Königstadt Gao selbst auf einen Fremdursprung der neuen Herrscher.

### Die Za/Zaghe-Könige von Gao-Saney und die Almoraviden
Die Zaghe betrachteten sich offensichtlich als schwarzafrikanische Fortführer der weltgeschichtlichen Aufgabe der ersten arabischen Herrscher des Islam. Ihr vom Tarikh al-Sudan angegebener Ursprung aus Kukiya südwestlich von Gao, der vom Tarikh al-Fattash nicht bestätigt wird, ist mit ihren engen Verbindungen zu den Almoraviden nicht vereinbar. Vielmehr ist mit einer Verknüpfung des unter dem Druck der Almoraviden 1076 eingeführten Sunni-Islam in Ghana zu rechnen.  Es ist anzunehmen, dass der König von Ghana Yama ibn Kima sich nach dem Tod des Almoravidenführers Abu Bakr ibn Umar vor religiösen Eiferern nach Gao zurückziehen musste. Hier genoss er weiterhin den Schutz der Massufa von Tadmekka, einer Untergruppe der Almoraviden, die vermutlich die Herstellung und Herbeischaffung der Marmorstelen von Gao-Saney aus dem spanischen Almería organisierten.

### Identität der Za-/Zaghe-Herrscher und die Geschichte von Songhai
Aus der Identifikation der Zaghe mit den Za ergeben sich somit wichtige Konsequenzen für die Geschichte des Gao-Reiches:
- Die Za waren keine aus Kukiya stammenden Songhaiherrscher (bisherige Lehrmeinung).[11]
- Die Za können nicht als neu eingesetzte schwarzafrikanische Kleinkönige angesehen werden, die als gehorsame Vasallen der Almoraviden fungierten.[12]
- Als hochangesehene ehemalige Könige von Ghana spielten die Za/Zaghe auch in den Augen der Almoraviden eine wichtige Rolle in der Verbreitung des Sunni-Islams südlich der Sahara.

Nichts deutet somit auf eine relativ späte Machtübernahme der aus Kukiya stammenden Songhai. Es ist vielmehr anzunehmen, dass die Songhai schon in ältester Zeit in Gao ansässig waren. Insbesondere die frühen Qanda-Könige scheinen aus ihnen hervorgegangen zu sein. Die Jemen-Tradition, der Songhai-Name und der vormalige königliche Dongo/Shango-Kult liefern darüber hinaus Hinweise auf eine frühe Einwanderung aus dem alten Vorderen Orient.

## Maliherrschaft über den Nigerbogen

### Mali und die Vasallendynastie der Za (1300–1430)
Bevor die Songhai ihre Vormachtstellung innehatten, wurde das Gebiet von dem Malireich beherrscht, dessen Zentrum in Niani am oberen Lauf des Niger lag. Mali erreichte damals seine größte Ausdehnung, da es den westafrikanischen Goldhandel kontrollierte. Sein König Mansa Musa unternahm 1324 die Pilgerfahrt nach Mekka und durchquerte dabei auch den Westen des späteren Songhaireiches. In Gao, der Hauptstadt des Teilreiches, herrschte die Dynastie der Za. Sie hatte die Unterstützung der Keitadynastie Malis erbeten, um sich ihrer inneren Widersacher, der von Si dynastisch begründeten Sonni, zu erwehren. Angesichts dieser Hinwendung zu den Keita zogen sich die Sonni nach Kukiya 150 km stromabwärts von Gao zurück. Im frühen 15. Jahrhundert lag das Malireich im Zerfall. Innere Streitereien schwächten die Krone und viele verbündete Völker wandten sich ab. Die Songhai waren eines dieser Völker. Ihre beiden dynastischen Gruppen, die Za und die Sonni, gehörten allerdings selbst zu den Mande.

### Aufstand der Songhai unter der Führung der Sonni (1400–1465)
Angesichts der Schwäche der Keita organisierten die Sonni zu Beginn des 15. Jahrhunderts in Kukiya den Widerstand gegen die Za und die Maliherrschaft. Ihre wichtigsten Verbündeten waren die Songhai, die durch die Machtübernahme der Za/Zaghe am Nigerbogen marginalisiert und nach Osten abgedrängt worden waren. In dieser turbulenten Umbruchsphase zogen die Sonni mit ihren Reiterkriegern der Songhai nach Gao, vertrieben dort die Za aus ihrer Machtposition und erreichten schließlich Timbuktu. Die Za ihrerseits mussten sich aus Gao völlig zurückziehen. Sie überlebten in den fruchtbareren Gebieten Niger-abwärts in Form der Reiteraristokratie der Zarma.

## Das eigentliche Songhaireich unter der Sonni-Dynastie

### Neugründung des Songhaireiches durch Sonni Ali (1465–1492)
Nachdem bereits Sulayman Dama um 1460 bis nach Méma im Westen vorgedrungen war und dort große Zerstörungen angerichtet hatte, wurde Sonni Ali zum eigentlichen Gründer des Songhaireiches durch die Eroberung des Niger-Binnendeltas. Daneben wehrte er Einfälle der Mossi ab. Im Westen gliederte er die Handelsstadt Djenné in das Reich ein und im Osten das Königreich Kebbi. Es begann eine etwa hundert Jahre andauernde Blütezeit. Djenené und Timbuktu schwangen sich auf. Gao und Kano wurden die größten Städte des Sudan. Obgleich die Chronisten von Timbuktu Sonni Ali als Halbheiden brandmarkten, war er fest im Islam verwurzelt. Er verzichtete allerdings darauf, den Islam als verbindliche Reichsreligion zu proklamieren, um so seinen nur oberflächlich islamisierten Songhai-Bundesgenossen entgegenzukommen. Nach dem Ende seiner Regierungszeit waren die Songhaitruppen so erschöpft, dass sie seinen Sohn und Nachfolger Sonni Baru (1492–93) nur halbherzig unterstützten.

### Askia Muhammad und die Gründung der Askia-Dynastie (1493–1591)
Askia Mohammad war Soninke und der oberste Heerführer der Armee von Songhai unter Sonni Ali. Nach dem Tod des Eroberers rebellierte er erfolgreich gegen dessen Sohn und Nachfolger Sonni Baru und besiegte ihn 1493 in der Schlacht von Ankogho bei Gao. Dieser Machtwechsel war keine ethnische Revolution mit bedeutenden sozialen Folgen, denn schon vier Jahre später unternahm der neue Herrscher die weite und entbehrungsreiche Pilgerfahrt (1496–1498) nach Mekka. Während der Zeit seiner Abwesenheit ersetzte ihn sein Bruder, der Kurmina-Fari Umar Komdiagha. Mit seiner Pilgerfahrt setzte Askia Mohammad nicht nur ein klares Zeichen zugunsten des Islam, sondern auch der politischen Stabilität. Im Gegensatz zu den Sonni stützte er sich auf die Za und die Zarma. Allerdings fielen ihm seine Bundesgenossen schon bald so sehr zur Last, dass er sie 1505 als Kanonenfutter in die Schlacht von Borgu schickte. Seither tat er es den Sonni gleich, indem er seine Macht auf der Unterstützung der Songhai gründete. Seine Regierungszeit war geprägt von Kriegszügen gegen die Mossi, nach Ghana, Tekrur und Jarra sowie gegen Agadez und Hausa-Städte. 1529 wurde Askia Mohammad abgesetzt, 1538 starb er. Sein Erbe lebte in der von ihm begründeten Askia-Dynastie weiter.

### Das Songhaireich unter der Askia-Dynastie (1493–1591)
Alle neun Nachfolger Askia Mohammads (1493–1528) stammten mit einer Ausnahme vom Dynastiegründer ab. Diese familiären Bande waren der Einheit des Staates allerdings nicht förderlich. Im Gegenteil, die Hälfte aller Askias wurde gewaltsam entthront, und Bruderkriege waren gang und gäbe. Nur zwei Regierungszeiten glänzten durch ihre Stabilität, Dauer und Prosperität: die des Askia Mohammad und die seines Sohnes Askiya Dawud (1549–1582). Daneben garantierten die Palastbeamten – wie der Hi-Koy, der Hugu-Koray-Koy und der Fari-Mondyo – die Kontinuität und Effizienz der Verwaltung. Auch die Provinzgouverneure, wie der Dendi-Fari, der Dirma-Koy und der Kurmina-Farma, trugen aufgrund ihrer häufigen Präsenz in der Hauptstadt zum Erhalt des ausgedehnten Reiches bei. Allerdings war der Staat ohne eine durchsetzungsfähige politische Führung, die auch militärische Reformen in die Wege hätte leiten können, auf Dauer nur schlecht gegen äußere Bedrohungen gewappnet.
Nach außen führte das Songhai-Reich u. a. Krieg gegen das Reich Denanke.

### Die marokkanische Invasion und der Untergang des Songhaireiches (1591)
Seitdem ein marokkanisches Expeditionskorps 1584 bis nach Waddan (1100 km westlich von Timbuktu) vorgedrungen war, wusste man in Gao von der Gefahr, die von Marokko ausging. Ein wichtiger Streitpunkt zwischen den beiden Ländern waren die Salinen von Teghaza, die die Saadier Marokkos 1556 unter ihre Herrschaft gebracht hatten. Die Askias waren allerdings zu sehr mit sich selbst beschäftigt, um ernsthafte Maßnahmen zur Rückgewinnung der weit im Norden gelegenen Salinen zu treffen. Noch wichtiger war in den Augen der Saadier das Gold des Sudan, von dem sie sich die Befüllung ihrer Staatskasse versprachen.
Deshalb organisierte Ahmad al-Mansur (1578–1603) ein Expeditionskorps von 5000 Soldaten und stellte es 1590 unter das Kommando des spanischen Renegaten Judar Pascha. Die meisten Soldaten des Korps waren mit Feuerwaffen bewaffnete Europäer, ehemalige Kriegsgefangene, die in marokkanische Dienste getreten waren. Die kleine, aber schlagkräftige Armee traf 50 km nördlich von Gao bei Tondibi auf das Songhai-Heer von 50.000 Mann. Trotz des ermattenden Fußmarsches durch die Wüste gelang es Judar Pascha, das Songhai-Heer nach kurzem Widerstand zu besiegen und in die Flucht zu schlagen. Die königstreuen Songhai zogen sich hinter den Niger zurück und leisteten den Marokkanern von Dendi aus einen jahrzehntelangen erbitterten Widerstand. Doch vergeblich, gegen die Feuerkraft der Marokkaner war mit den lokalen Waffen nicht anzukommen.
Judar Pascha machte Timbuktu zu seinem Amtssitz und etablierte hier auch einen Schattenkönig der Askia. Im Anschluss an seinen militärischen Erfolg und das viele erbeutete Gold, das Karawanen nach Marrakesch brachten, erhielt Ahmad al-Mansur den Ehrentitel al-dhahabi, der „Goldene“. Die direkte Herrschaft Marokkos über den Nigerbogen dauerte jedoch nur bis 1612. Letztlich erwiesen sich die Entfernung und die Beschwerden der Wüstendurchquerung doch als unüberwindbare Hindernisse für eine dauerhafte Herrschaft. Zwar nannten die Besatzer den Namen des marokkanischen Sultans noch bis 1660 im Freitagsgebet in Anerkennung seiner formalen Oberherrschaft, aber de facto waren sie auf sich allein gestellt und mussten bald ohne Unterstützung ihres Heimatlandes zurechtkommen. Ihre militärische Überlegenheit garantierte ihnen das Überleben als fremde Besatzer, aber ihre Isolation von der Bevölkerung konterkarierte alle Bemühungen einer stabilen und weiträumigen Herrschaftsbildung. Letztlich beschränkte sich die Herrschaft des marokkanischen Paschas lediglich auf die Städte Timbuktu und Djenné und deren unmittelbare Umgebung.

## Nachleben des Songhaireiches
Auch der Rest des Songhaireiches in Dendi zerfiel in der Folgezeit vollkommen. Nachkommen der Askia sind unter dem Namen Maamar Haama bekannt, fungieren aber nur noch als Dorfchefs in Westniger und Nordbenin. Die Nachkommen der Sonni sind in den Magierchefs der Sohantiye wieder zu finden. Auch die Nachkommen der vormaligen Besatzer überleben bis heute. Sie bilden die Gruppe der Arma und sind hauptsächlich in dem Gebiet von Gao anzutreffen.
Neben vagen mündlichen Überlieferungen wird die Erinnerung an das große Songhaireich hauptsächlich durch die zwei Songhaichroniken wachgehalten, den Tarikh al-Sudan von al-Saadi aus dem Jahr 1655 und den Tarikh al-Fattash von Mahmud al-Kaati/Ibn al-Mukhtar von 1665. Die ersten wissenschaftlich zuverlässigen Informationen seit den Tagen von Leo Africanus (frühes 16. Jahrhundert) lieferte der deutsche Afrikaforscher Heinrich Barth, der im Winter 1853–54 Timbuktu besuchte und die Möglichkeit hatte, die Chroniken auszuwerten.

## Herrscher des Songhaireiches
- Sonni Ali: 1464–1492
- Sonni Baru 1492–93
- Mohommed Ture der Große: 1493–1528
- Askia Mūsā: 1528–1531
- Askia Mohammad Benkan: 1531–1537
- Isma'il: 1537–1539
- Ishaq I.: 1539–1549
- Dawud: 1549–1582
- Al-Hajj: 1582–1586
- Askia Mohommed Bana: 1586–1588
- Ishaq II.: 1588–1591
- Vasall von Marokko: 1591–1660

## Bibliographie
- Michel Abitbol: Tombouctou et les Arma. Paris 1979.
- Sékéné M. Cissoko: Tombouctou et l'empire songhay. Dakar 1975.
- John O. Hunwick: Timbuktu and the Songhay Empire. Leiden 2003. Rez. Timbuktu and the Songhay Empire (2003). (PDF; 492 kB). In: Orientalistische Literaturzeitschrift. 99, 2004, S. 145–146.
- Timothy Insoll: Islam, Archaeology and History: Gao Region (Mali) ca. AD 900 - 1250. Oxford 1996.
- al-Kaati/Ibn al-Mukhtar: T. al-Fattash. hrsg. und übers. von O. Houdas und M. Delafosse, Paris 1913.
- Lansiné Kaba: Archers, Musketeers, and Mosquitoes: The Moroccan Invasion of the Sudan and the Songhay Resistance (1591–1612). In: Journal of African History. 22, 1981, S. 457–475.
- Dierk Lange: Ancient Kingdoms of West Africa. Dettelbach 2004, S. 495–544.
- -- Staatengründungen südlich der Sahara. (PDF; 2,6 MB). In: H. Hogen (Hrsg.): Welt- und Kulturgeschichte. Band 9, Mannheim 2006, S. 114–138 (hier S. 126–133).
- Nehemia Levtzion: Gao and the Songhay. In: J. D. Fage (Hrsg.): Cambridge History of Africa. Band II, Cambridge 1978, S. 677–679.
- Nehemia Levtzion, J. F. P. Hopkins (Hrsg.): Corpus of Early Arabic Sources for West African History. Cambridge 1981.
- Paolo Moraes Farias: Arabic Medieval Inscriptions from the Republik of Mali. Oxford 2003. Rez. Medieval Inscriptions. (2003) (PDF; 252 kB). In: Afrika und Übersee. 87, 2004, S. 302–305.
- Jean Rouch: Contribution à l'histoire songhay. Dakar 1953.
- -- Religion et magie songhay. Paris 1960.
- Olivier de Sardan, Jean Pierre: Concepts et conceptions songhay-zarma. Paris 1982. (Rez. "Rezension von P. Moraes Farias, Medieval Inscriptions (2003)" (PDF; 252 kB). In: Afrika und Übersee. 87, 2004, S. 302–305).
- al-Saadi: T. al-Sudan. hrsg. und übers. von O. Houdas, Paris 1898, 1900. (engl. Übers. J. O. Hunwick: Timbuktu and the Songhay Empire. 2003)
- Jean Sauvaget: Les épitaphes royales de Gao. In: Bulletin de l'IFAN. Serie B, 12, 1950, S. 418–440.
- Rudolf Fischer: Gold, Salz und Sklaven. Die Geschichte der grossen Sudanreiche Gana, Mali und Son Ghau. Edition Erdmann, Stuttgart 1986, ISBN 3-522-65010-7.